# Uhrenmuseum Karlstein

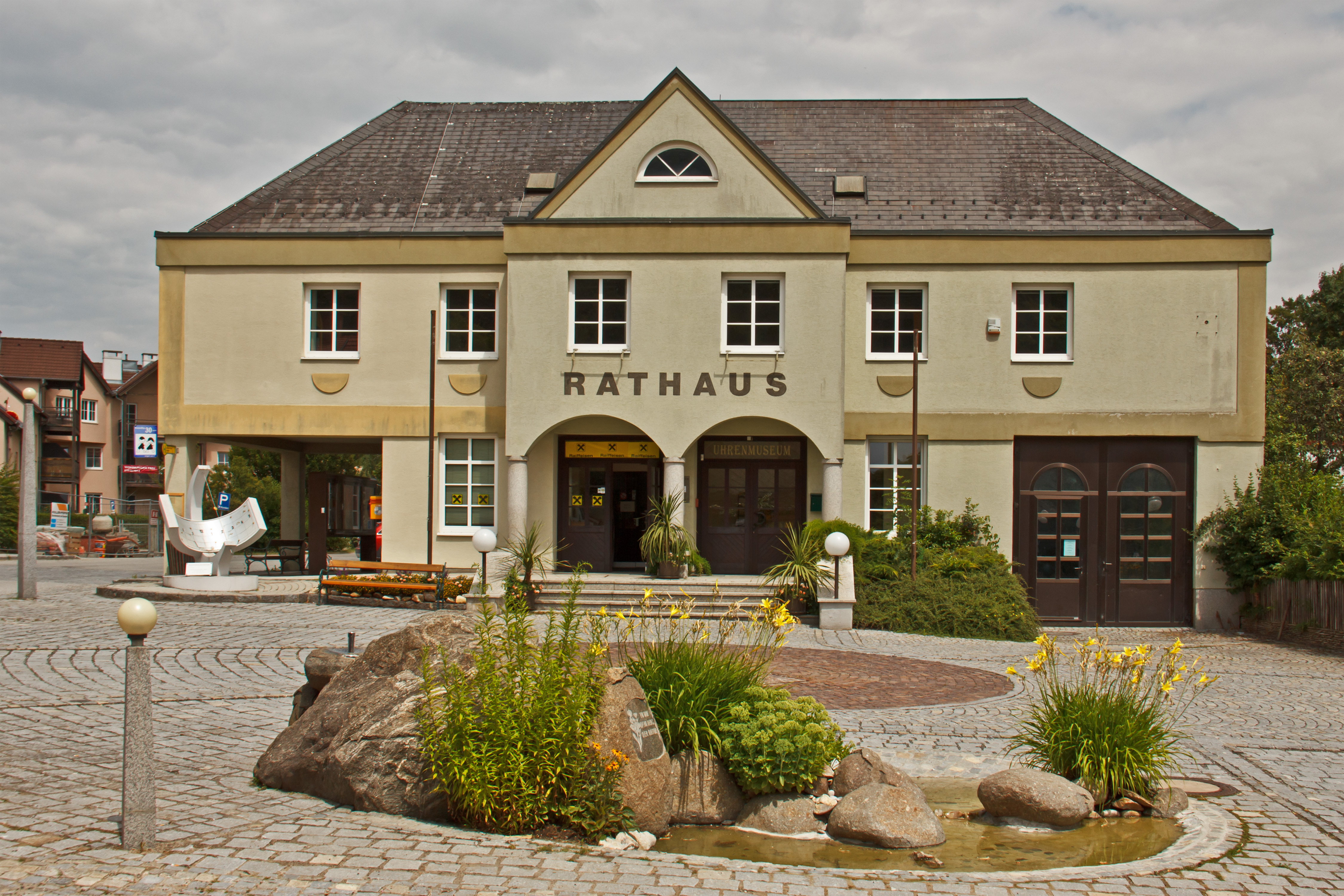
Uhrenmuseum in Karlstein

Das Uhrenmuseum Karlstein ist ein Museum in Karlstein an der Thaya in Niederösterreich.
Das relativ junge Museum schließt an die Geschichte des Ortes mitten im Horologenland an. Betrieben wird es vom regionalen Museumsverein.
Seit dem Jahr 2000 gab es bereits Planungen für das Museum. Aber erst 2009 konnte es im aufgelassenen Gendarmerieposten eingerichtet werden. Neben den 200 Exponaten werden in einem lebenden Museum Uhren zerlegt und repariert. Auch Ausstellungsstücke, die mit der Herstellung und dem Handel von Uhren zu tun haben, werden gezeigt.
Karlstein selbst ist auch heute noch ein Zentrum der österreichischen Uhrenindustrie. So besteht im Ort die HTL Karlstein als einzige Ausbildungsstätte in Österreich in diesem Bereich. 
Koordinaten: 48° 53′ 0,2″ N, 15° 24′ 15,1″ O